# آنا کارینا

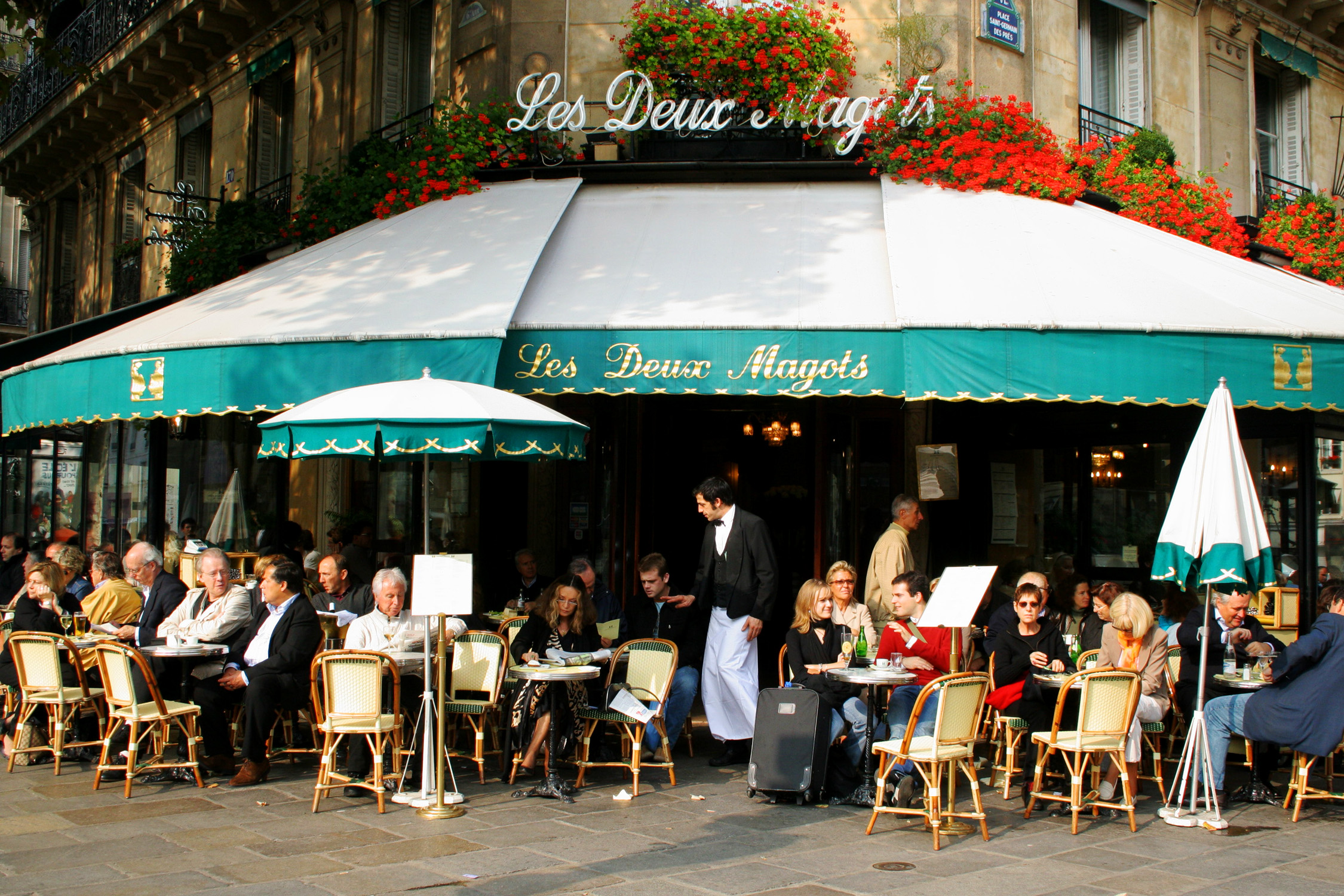
کافه دو مگو، مکانی که کارینا کشف شد

هانا کارین بلارک بِیِر (Hanne Karin Bayer) مشهور به آنا کارینا (به دانمارکی: Anna Karina) (زاده ۲۲ سپتامبر ۱۹۴۰ – درگذشتهٔ ۱۴ دسامبر ۲۰۱۹) بازیگر، کارگردان و فیلم‌نامه‌نویس دانمارکی بود. او در حدود ۷۰ فیلم سینمایی نقش‌آفرینی کرد. شاخص‌ترین همکاری‌های او با ژان لوک گدار، در فیلم‌های سرباز کوچولو (۱۹۶۰)، زن، زن است (۱۹۶۱)، گذران زندگی (۱۹۶۲)، دسته جدا افتاده‌ها (۱۹۶۴)، آلفاویل (۱۹۶۵)، پیرو خله (۱۹۶۵) رقم خورد. کارینا برای بازی در فیلم «زن، زن است» برندهٔ جایزهٔ بهترین بازیگر زن در جشنواره بین‌المللی فیلم برلین شد.

## زندگی و حرفه

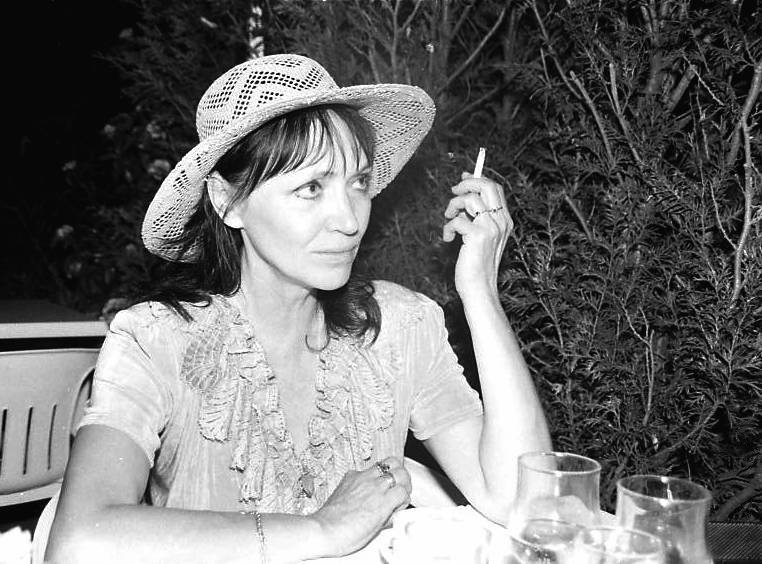
کارینا در ۱۹۹۴

کارینا در سن ۱۴ سالگی مدرسه را رها کرد و مدل عکاسی شد. او نخستین بار در سال ۱۹۵۷ در یک فیلم کوتاه دانمارکی ظاهر شد. در سال ۱۹۵۸ به پاریس رفت و به‌عنوان مدل در مجله‌های مختلف فعالیت کرد. عکس او در وان حمام برای تبلیغ صابون، توجه ژان-لوک گدار را به خود جلب کرد و در سال ۱۹۶۰ در نقش اصلی فیلم سرباز کوچولو به کارگردانی گدار بازی کرد. او در سال ۱۹۶۱ و پس از نقش‌آفرینی در فیلم زن، زن است با گدار ازدواج کرد. آخرین حضور کارینا در یکی از آثار گدار، سال ۱۹۶۷ بود. او در دوران فعالیت حرفه‌ای‌اش دو فیلم کارگردانی کرد و در هردوی آن‌ها نقش‌آفرینی هم کرد. «زندگی مشترک» محصول ۱۹۷۳ و موزیکال جاده‌ای «ویکتوریا» آخرین اثر کارینا بود که در سال ۲۰۰۸ ساخته شد.

## مدلینگ
کارینا ۱۷ ساله بود که به پاریس وارد شد. در آن زمان وی فقیر بود و قدرت تکلم به زبان فرانسوی را نداشت و در خیابان زندگی می‌کرد. هنگامی که بر روی یک صندلی کافه دو مگو برای استراحت نشسته بود توسط یک زن که در کار تبلیغات و مدلینگ بود برای انجام برخی کارهای تبلیغی از جمله گرفتن تصاویر عکاسی از نزدیک دعوت به کار شد و پس از چندی به یک مدل موفق تبدیل شد. پس از آن بود که موفق به ملاقات با پیر کاردن و کوکو شانل گردید.

## گزیده فیلم‌شناسی
- سرباز کوچولو (۱۹۶۰)
- امشب یا هیچوقت (۱۹۶۰)
- زن، زن است (۱۹۶۱)
- گذران زندگی (۱۹۶۲)
- دسته جدا افتاده‌ها (۱۹۶۴)
- دایره عشق (۱۹۶۴)
- تماماً دربارهٔ عشق (۱۹۶۴)
- آلفاویل (۱۹۶۵)
- پیرو خله (۱۹۶۵)
- ساخت آمریکا (۱۹۶۶)
- راهبه (۱۹۶۶)
- بیگانه (۱۹۶۷)
- قدیمی‌ترین حرفه (۱۹۶۷)
- ژوستین (۱۹۶۹)
- پیش از آمدن زمستان (۱۹۶۹)
- اتحاد (۱۹۷۰)
- میعاد دربری (۱۹۷۱)
- رابط سالزبورگ (۱۹۷۲)
- زندگی مشترک (۱۹۷۳)
- نان و شکلات (۱۹۷۳)
- رولت چینی (۱۹۷۶)
- مثل خانه خودتان (۱۹۷۸)
- جورابهای غیرمنتظره (۱۹۷۸)
- درود بر مریم (۱۹۸۴)
- جزیره گنج (۱۹۸۵)
- حقیقت درباره چارلی (۲۰۰۲)
- ویکتوریا (۲۰۰۸)